# Gustaf-Dalman-Institut Greifswald

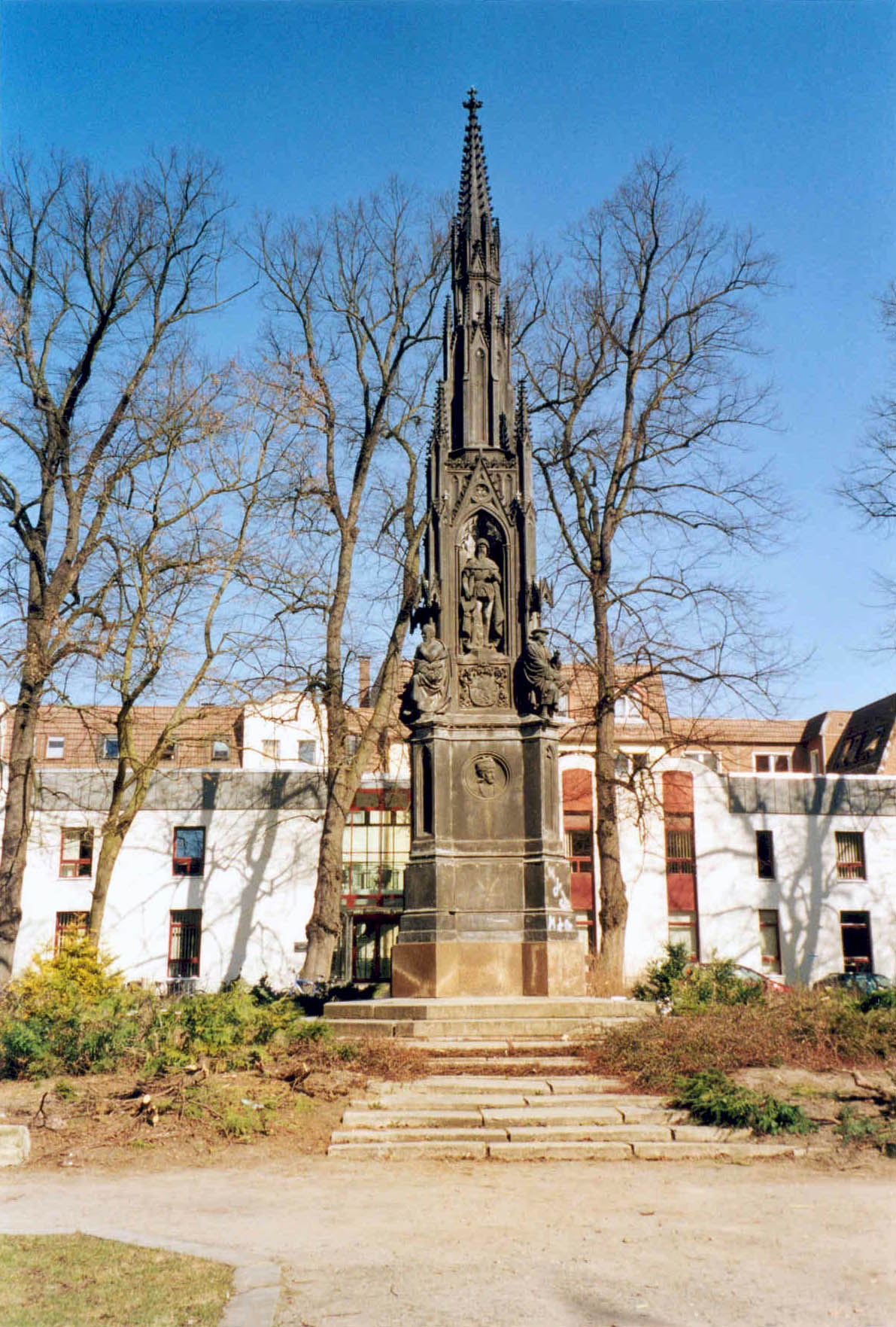
Greifswald, Rubenowplatz mit der Theologischen Fakultät

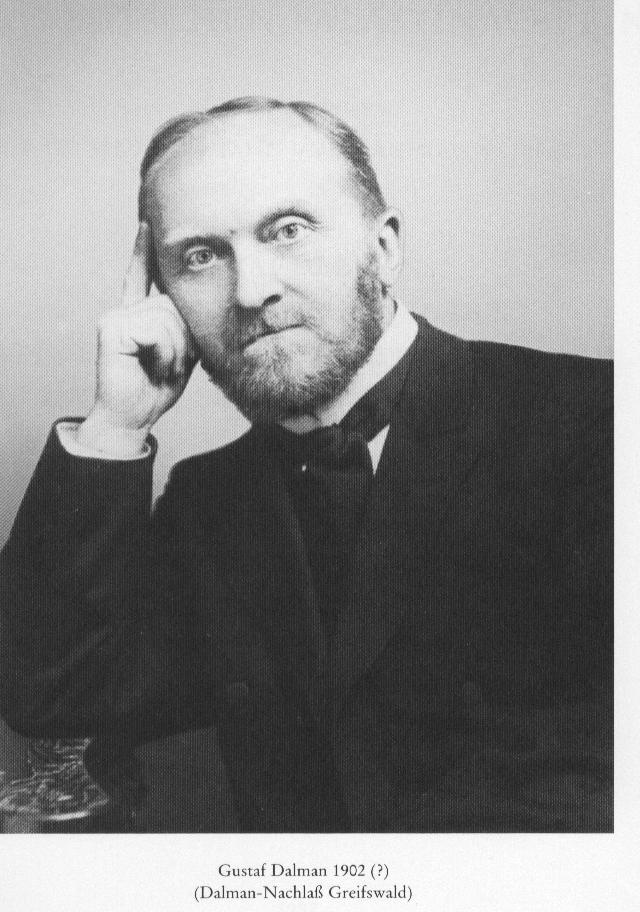
Gustaf Dalman, wohl 1902

Das Gustaf-Dalman-Institut ist an der Theologischen Fakultät der Universität Greifswald angesiedelt. Seit 1920 dient es der Forschung und Lehre zur biblischen Landes- und Altertumskunde. Eine Sammlung, darunter rund 10.000 historische Fotografien, dokumentiert Palästina in der Zeit vor dem Ersten Weltkrieg. 

## Geschichte
Der Theologe Gustaf Dalman (1855–1941) leitete in Jerusalem ab 1902 das Deutsche Evangelische Institut für Altertumswissenschaft des Heiligen Landes. Durch die Umbrüche des Ersten Weltkriegs in Deutschland festgehalten, setzte Dalman seine Forschungen schließlich 1917 in Greifswald fort. Hier gründete er 1920 das Institut für biblische Landes- und Altertumskunde, das später nach ihm benannt wurde. Das Gustaf-Dalman-Institut arbeitet heute wieder eng mit dem Jerusalemer „Mutterinstitut“ zusammen. 

## Sammlung
Mit Dalman kam 1917 auch ein Teil seiner Jerusalemer Sammlung nach Greifswald: archäologische Kleinfunde, Haus- und Ackergeräte, Holz-, Pflanzen- und Gesteinsproben, ein Herbarium, Land- und Reliefkarten sowie rund 10.000 historische Fotografien. In der Institutsbibliothek finden sich rund 5.000 Bände, die teils bis auf das 16. Jahrhundert zurückgehen. Die Gustaf-Dalman-Sammlung wird fortlaufend digitalisiert. Es können rund 3.700 Fotografien online recherchiert werden.

## Bedeutung
Das Gustaf-Dalman-Institut vermittelt mit seiner fächerübergreifenden Sammlung das Bild einer untergegangenen Kultur: Palästina vor dem Ersten Weltkrieg. Damals war die Region noch durch eine reiche bäuerliche und nomadische Kultur geprägt. Dalman wollte mit seiner Arbeit ursprünglich Rückschlüsse auf das Land der Bibel ermöglichen. Heute schätzen Forscher die Dokumentation von Landschaften und Bräuchen, Bauten und Ausgrabungen, die so heute vor Ort nicht mehr anzutreffen sind. 
Die zeitgeschichtliche Entwicklung des Instituts war in Lehre und Forschung eng mit der theologischen Persönlichkeit Julia Männchen (1939–2018), emeritierte  Professorin für Altes Testament, verbunden. Ab 1968 an der Greifswalder Universität Hebräisch und Bibelkunde des Alten Testaments unterrichtend, widmete sie sich seit 1980 der weiteren Ordnung und Erforschung der umfangreichen Palästina-Sammlung, dem Vermächtnis des seinerzeit weithin bekannten evangelischen Forschers für Palästina und das Judentum Gustaf Dalman. Zudem setzte sich die Wissenschaftlerin ehrenamtlich für den christlich-jüdischen Dialog ein und engagierte sich im Greifswalder Arbeitskreis Kirche und Judentum (vgl. S. Marx 2018).